# Клеротерион

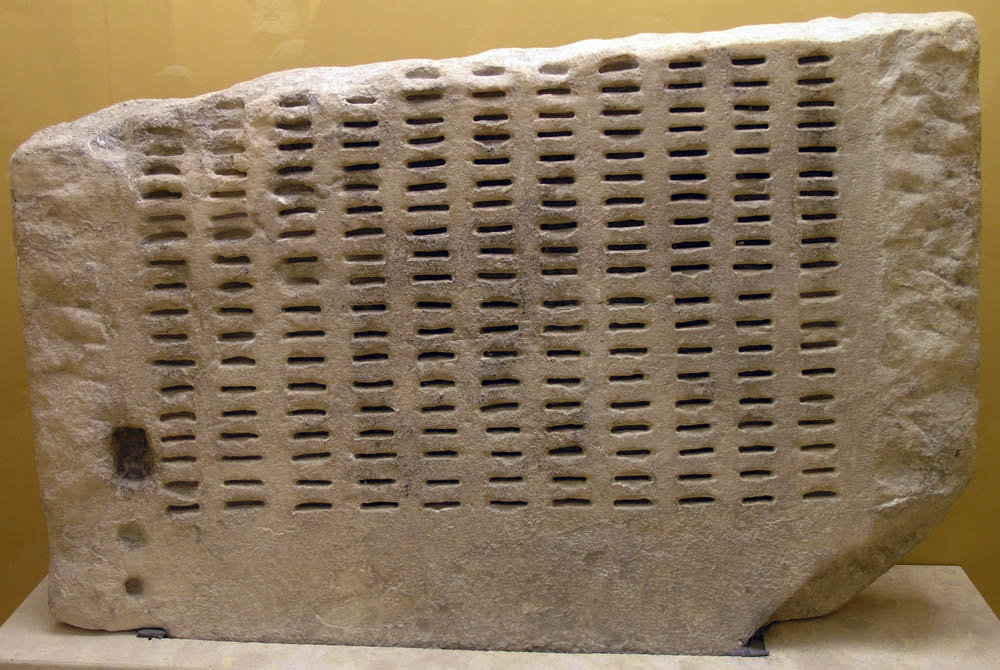
Клеротерион в музее древней Агоры (Афины)

Клеротерион (др.-греч. κληρωτήριον) — устройство для жеребьевки, служившее основным техническим инструментом афинской демократии. Клеротерион применялся для заполнения большинства государственных должностей, при выборах в городской совет и законодательное собрание, а также для назначения состава судов. Принцип клеротериона схож с принципом лототрона.

## Принцип действия
Билеты с именами кандидатов помещаются в ряды, расположенные один над другим. Затем в прикрепленную вертикальную трубку высыпаются перемешанные случайным образом шары двух цветов. Шары оказываются один над другим, каждый шар соответствует ряду. Цвет шара определяет, будут ли выбраны находящиеся в данном ряду кандидаты.